# Владислав Ванчура
Владислав Ванчура (на чешки: Vladislav Vančura; 23 юни 1891 г., Хай, Опава – 1 юни 1942 г., Прага) е изтъкнат чешки писател от XX век, екзекутиран от нацистите. Работи също като режисьор, драматург и сценарист.

## Произход и ранно детство
Роден е на 26 юни 1891 г. в Хай близо до Опава в австрийска Силезия (днес Чехия) от стара благородна фамилия; родителите му са Вацлав Войцех Ванчура, роден 1856 г. в Часлав евангелски, директор на захарна рафинерия в Хадж, и Мари Свободова, католичка, родена 1863 г. в Клюки край Часлав. През 1896 г. семейството се премества в Давле, красиво място на брега на река Вълтава, на около 12 мили южно от Прага, където живеят в голяма селска къща. В Давле младият Владислав е образован от частен учител между 1898 и 1904 г. През 1905 г. той и по-големите му сестри се преместват в Прага, за да учат там.

## Юношески години и първи произведения
През 1907 г. Владислав постъпва в Кралската гимназия в Прага, Мала страна, но проблеми с училищната рутина и педантичността на преподавателите го принуждават да напусне на следващата година. Между 1909 и 1910 г. той посещава Кралската гимназия в малкото градче Бенешов, на около 30 мили югоизточно от Прага. Това е стара школа, основана през 1704 г. и по-рано ръководена от пиарския орден, със строга дисциплина и преподаватели. Ванчура мрази това училище неимоверно.
На 14 май 1909 г. бъдещият писател публикува първата си кратка история V aleji (В алея) в седмичното списание Horkého týdeník.
Обучението на Владислав в Бенешов завършва през 1910 г. поради членството му в таен ученически клуб. Родителите му го изпращат до Високе Мито, за да бъде чирак при продавача на книги Чермер. Младежът се чувства депресиран и мечтае да стане художник. През 1911 г. започва да изучава фотография в Прага, а също така започва курсове в училище за изкуства и занаяти; не успява да влезе в Кралската академия на изкуствата и да започне кариера като художник. Започва да обмисля самоубийство, защото родителите му искат да бъде морски офицер или войник. Поради болестта на майка си младежът се връща в Давле, а на следващата година влиза в Кралската гимназия.

## Университетски години и журналистика
През октомври 1915 г. Владислав постъпва в Юридическия факултет на Карловия университет в Прага, но това го отегчава. През зимата на 1916 г. учи медицина в същия университет. Запознава се с 19-годишната Людмила 'Лида' Туха, студентка по медицина. През 1917 г. се сформира група от художници, сред които са много от приятелите на Владислав. Той пише за тяхната дейност, а от своя страна един от художниците става илюстратор на книгата му „Лето Розмарне“ през 1926 г.
Между 1919 и 1920 г. Ванчура публикува много художествени рецензии във всекидневника „Чешко слово“.

## 20-те години
На 2 юни 1921 г. Владислав и Лида завършват медицина и се женят на 16 август същата година. През есента се преместват в Збраслав.
През 1923 г. Владислав публикува книга с кратки разкази Amazonský proud. По-важна обаче е втората му книга, публикувана през 1924 г., Dlouhý, Široký a Bystrozraký. Третата книга Pekař Jan Marhoul, публикувана през 1924 г., го представя като важен автор на обществото. Това е първият роман на Ванчура, а може би и най-добрият му – разказ за трагичния живот на богат хлебар, който непрекъснато изпада в бедствия въпреки своята нежност и доброта. Историята е написана с изключителен език и блестящ стил. През 1925 г. Ванчура публикува романа Pole orná a válečná (Полета на войната), а на следващата година романът Rozmarné léto (Лятото на Каприз) става бестселър.  Тя представлява хумористична история за трима мъже. През 1967 г. книгата е успешно заснета като Капризно лято от чешкия режисьор Иржи Мензел, който също играе ролята на Арноштек в този филм. През 1928 г. Ванчура пише четвъртия си роман „Последният съд“, публикуван през 1929 г.

## 30-те години
Петият роман на Ванчура, Hrdelní pře aneb Přísloví, публикуван през 1930 г. в Прага, не е особено популярен по това време, въпреки че е най-сложният от романите му. От езикова гледна точка тази книга представлява сериозен проблем за преводачите поради стотиците стари поговорки, използвани в текста; днес има само един превод – на полски език. През 1931 г. е публикуван романът Маркета Лазарова, който става бестселър. Той е вдъхновен от истинска история от средновековието за рицарите от семейство Ванчура, които са били в война с други благородници и с царския град Млада Болеслав. Ванчура посвещава тази книга на своя братовчед и приятел Иржи Махен. През 1967 г. книгата е успешно заснета от режисьора Франтишек Влачил. През същата година (1931 г.) Ванчура публикува и приказната книга Кубула а Куба Кубикула, която остава популярна в продължение на десетилетия. Дейността на Ванчура продължава и през следващата година, когато публикува романа „Бягство в Будапеща", съвременна история за любовта, брака и живота на пражка жена от средната класа и словашки благородник. През 1934 г. са публикувани две други книги: Luk královny Dorotky (Поклон на малката кралица Дороти), сборник с разкази и Konec starých časů (Край на старите времена) бестселър, сатиричен и хумористичен роман за живота в една бохемска страна
През 1934 г. Ванкура също режисира филма Марика Невернице от разказ на Иван Олбрахт. С „Краят на старите времена“ приключва и времето на най-добрите книги на Ванчура. Следващите му две книги – пиесата „Джезеро Укереве“ (езерото Укереве) от 1935 г. и книгата, повлияна от социализма, „Треши реки“ от 1936 г. не са успешни.

## 40-те години на XX век, политическа криза и война
През март 1938 г. Адолф Хитлер анексира Австрия. Приятелят на Ванчура, драматургът Отокар Фишер, почива от инфаркт, когато научава за това; Ванчура написва некролог за него в списание „Литерарни листи“. През 1938 г. е публикуван роман за живота на три поколения от джентълменско семейство, който не предизвиква никакъв читателски интерес поради политическата криза. През декември 1938 г. Ванчура участва в погребението на своя приятел Карел Чапек, известен писател.
Ванчура влиза в силното антихитлеровско културно движение и започва да пише книгата Obrazy z dějin národa českého (Снимки от историята на бохемския народ); първите му части са публикувани и след това се превръщат в бестселър и символ на съпротива. На 15 март 1939 г. останалата част на Чехословакия е окупирана от Хитлер, а седмица по-късно, на 22 май, Иржи Махен се самоубива в знак на протест срещу нацизма.
Ванчура е член на Комунистическата партия на Чехословакия. В отговор на германската окупация на Чехословакия писателят се присъединява към тайна комунистическа група за съпротива през есента на 1939 г. На 12 май 1942 г. Гестапо нападат къщата му в Збраслав, арестуват го и го измъчват.
На 27 май 1942 г е убит Райнхард Хайдрих. В резултат на това настъпва вълна от репресии: през следващите седмици биват екзекутирани над 2000 членове на чешкия елит. Един от тях е Ванчура, екзекутиран на 1 юни 1942 г.

## Избрани произведения

### Романи
- Pekař Jan Marhoul (1924)
- Pole orná a válečná (1925)
- Rozmarné léto (1926)
Капризно лято, прев. Васил Самоковлиев, София: Колибри, 2024, 112 с.
- Маркета Лазарова (1931)
- Obrazy z dějin národa českého (1939 – 1940)

- Алхимиста (1932)
- Jezero Ukereve (1935)
- Йозефина (1941)

## Филмография

### Режисьор
- На Слънчевата страна (1933)
- Bursa práce (1933)
- Marijka nevěrnice (1934)
- Naši furianti (1937)
- Láska a lidé (1937)